# Агеенков, Филипп Андреевич

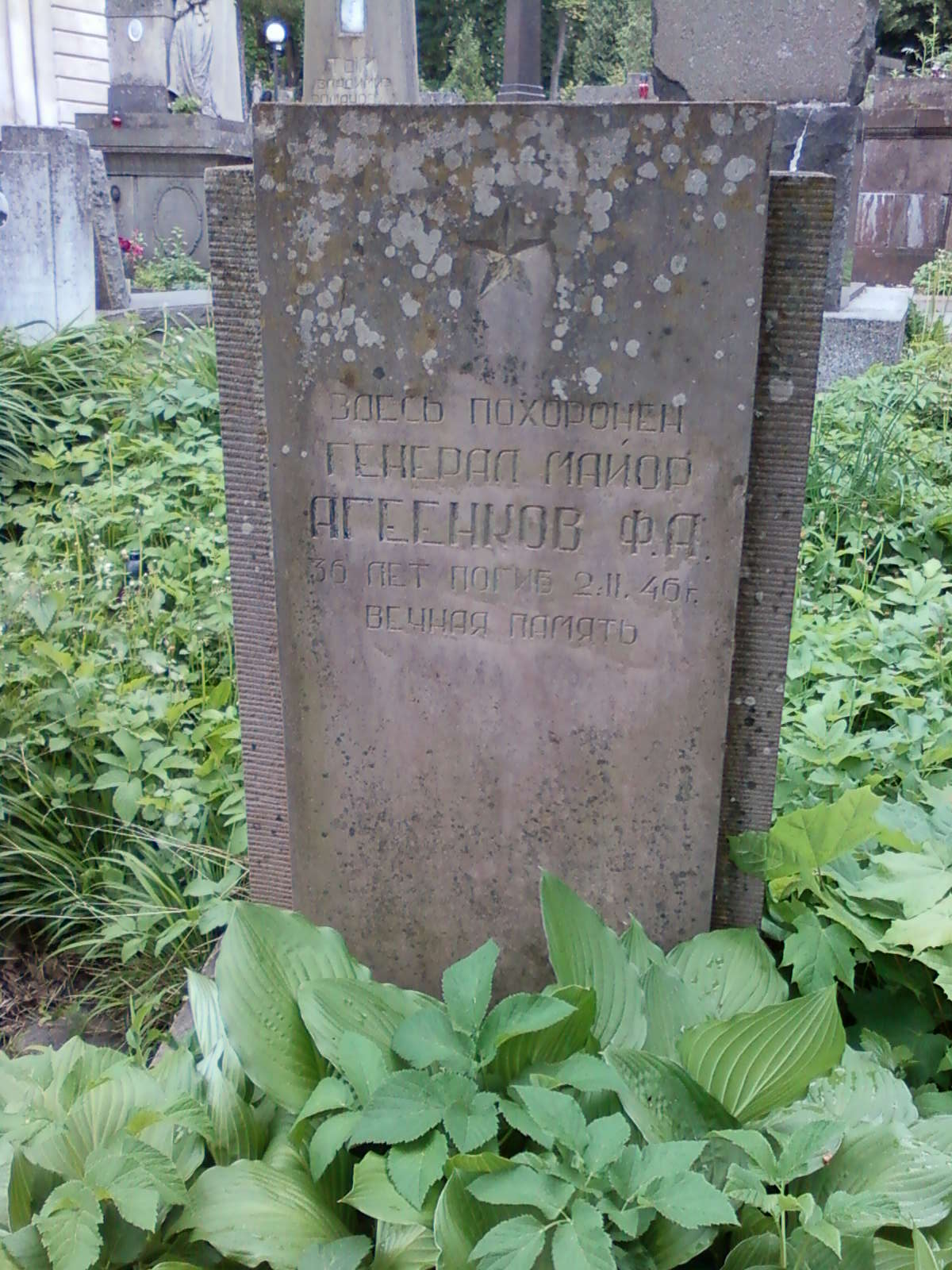
Могила генерал-майора Ф. А. Агеенкова (Львов, Лычаковское кладбище)

Филипп Андреевич Агеенков (1909, с. Любунь, Калужская губерния — 3 ноября 1946, Львов) — советский генерал-майор, сотрудник НКВД-СМЕРШ.

## Биография
Родился в семье крестьянина-бедняка.
Батрачил. В 1926—1928 годах — секретарь волостного комитета комсомола. Член ВКП(б) с 1929 года.
В 1928—1931 годах служил рядовым красноармейцем в РККА. Затем обучался в пехотной школе им. Ленина Приволжского ВО, в 1931—1932 — командовал взводом, ротой 31 стрелкового полка 11 стрелковой дивизии Ленинградского военного округа.
С февраля 1939 — в органах НКВД-СМЕРШ: был заместителем начальника Особого отдела НКВД Приволжского ВО (до конца 1941).
С ноября 1941 по июль 1942 года — начальник Особого отдела НКВД 20-й армии (второго формирования).
Затем был назначен начальником Особого отдела НКВД 5 армии Западного фронта (до 1943).
С 1943 до марта 1944 — начальник отдела контрразведки СМЕРШ 33-й армии Западного фронта.
С мая 1944 по сентябрь 1945 года — начальник отдела контрразведки СМЕРШ 52-й армии, затем 2-го Украинского и 1 Украинского фронтов.
С 14.09.1945 по 8.07.1946 — начальник отдела контрразведки МГБ 52 армии Прикарпатского ВО, затем до смерти — руководил контрразведкой 13-й армии Прикарпатского ВО.
Погиб. Похоронен во Львове на Лычаковском кладбище.

## Звания
- старший лейтенант (1936);
- полковник (июнь 1941);
- майор ГБ (30.11.1941);
- полковник ГБ (14.02.1943);
- генерал-майор (2.11.1944).

## Награды
- два ордена Красного Знамени (01.04.1943, 06.04.1945);
- Орден Отечественной войны I степени (13.09.1944);
- два ордена Красной Звезды (09.11.1941, 03.11.1944);
- медали СССР.